# Offida (vino)
Offida è la  denominazione di origine controllata e garantita di alcuni vini  prodotti nelle provincie di Ascoli Piceno e Fermo.

## Zona di produzione
La zona di produzione delle uve varia a seconda della tipologia.
Pecorino e Passerina

La zona comprende l'intero territorio dei comuni di Acquaviva Picena, Appignano del Tronto, Castel di Lama, Castignano, Castorano, Cossignano, Montefiore dell'Aso, Offida, Ripatransone e parte dei territori di Ascoli Piceno, Colli del Tronto, Carassai, Cupra Marittima, Grottammare, Montalto delle Marche, Massignano, Monsampolo del Tronto, Montedinove, Monteprandone, Rotella, San Benedetto del Tronto, Spinetoli in provincia di Ascoli Piceno e Campofilone, Pedaso, Petritoli in provincia di Fermo.
Rosso

La zona comprende l'intero territorio dei comuni di Acquaviva Picena, Appignano del Tronto, Castel di lama, Castignano, Castorano, Cossignano, Offida, Ripatransone  e parte dei territori di Ascoli Piceno, Carassai, Colli del Tronto, Grottammare, Spinetoli, Massignano, Monsampolo del Tronto, Montalto Marche, Montefiore dell'Aso, Monteprandone e San Benedetto del Tronto, in provincia di Ascoli Piceno.

## Storia
L'associazione di produttori viticoli Vinea promosse in collaborazione con l'Università di Milano uno studio di zonazione dell'area dove vennero teso a valutare la vocazionalità all'ambiente piceno dei vitigni Passerina, Pecorino e Montepulciano.

## Tecniche di produzione
Vinificazione, imbottigliamento e invecchiamento devono essere effettuate nella della zona di produzione; fanno eccezione alcune ditte autorizzate alla data di approvazione del disciplinare. 
È ammessa la dolcificazione.
La scelta vendemmiale è consentita soltanto verso le denominazioni di origine controllata Rosso Piceno, Falerio, Falerio Pecorino, Terre di Offida Passito, Terre di Offida Vino Santo e verso l'indicazione geografica tipica Marche IGT.
Le bottiglie, di vetro, devono segnalare in etichetta l'annata di produzione delle uve.

## Disciplinare
La DOC è stata approvata con DM 23.05.2001 GU 136

La DOCG è stata riconosciuta con DM 15.06.2011 GU 149

Successivamente il disciplinare ha subito le seguenti modifiche:
- DM 30.11.2011 GU 295
- DM DM 7.03.2014 Pubblicato sul sito ufficiale del Mipaaf

La versione in vigore è stata approvata con PM 12.07.2017 pubblicato sul sito ufficiale del Mipaaf

## Tipologie

### Passerina
| uvaggio                        | Passerina, minimo 85% |
| titolo alcolometrico minimo    | 11,50% vol.           |
| acidità totale minima          | 4,50 g/l.             |
| estratto secco minimo          | 16,00 g/l             |
| resa massima di uva per ettaro | 90 q.                 |
| resa massima di uva in vino    | 70%                   |

### Pecorino
| uvaggio                        | Pecorino, minimo 85% |
| titolo alcolometrico minimo    | 12,00%               |
| acidità totale minima          | 4,50 g/l.            |
| estratto secco minimo          | 18,00 g/l            |
| resa massima di uva per ettaro | 90 q.                |
| resa massima di uva in vino    | 70%                  |

### Rosso
| uvaggio                        | Montepulciano, minimo 85%                            |
| titolo alcolometrico minimo    | 13,00%                                               |
| acidità totale minima          | 4,50 g/l.                                            |
| estratto secco minimo          | 24,00 g/l                                            |
| resa massima di uva per ettaro | 85 q.                                                |
| resa massima di uva in vino    | 70%                                                  |
| invecchiamento                 | 24 mesi, di cui 12 in legno, più 3 mesi in bottiglia |